# Acacia havilandiorum
Acacia havilandiorum är en ärtväxtart som beskrevs av Joseph Henry Maiden. Acacia havilandiorum ingår i släktet akacior, och familjen ärtväxter. Inga underarter finns listade i Catalogue of Life.